# Lovas Ilona
Lovas Ilona (Budapest, 1946. január 1. – Budapest, 2021. augusztus 15.) Kossuth-díjas magyar textilművész, képzőművész. A Magyar Művészeti Akadémia (2010) és a Széchenyi Irodalmi és Művészeti Akadémia tagja. Férje Nagy Tamás építész.

## Életpályája
Felsőfokú tanulmányokat a Magyar Iparművészeti Főiskola szövő szakján (1970-74) folytatott. Pályafutását kifejezetten, mint textilművész kezdte, bekapcsolódott a Velemi Textilművészeti Alkotóműhely munkájába. 1973-ban elnyerte a milánói textil triennálé ezüst díját.
A fiatal textilművészek az 1970-es évektől valamennyien a textilművészet határait feszegették. 1975 és 1977 közt New Yorkban élt és alkotott, később 1987-89-ben szintén. 
Már az 1980-as évek elején olyan alkotásokat hozott létre, amelyek már nem textilek voltak, hanem lágy anyagból készült objektek. Be is mutatott ezekből egyet itthon először egy pécsi kiállításon, 1980-ban, ez egy environment volt, amelyet vízből, fűből és nyomott vászonanyagból állított elő. Mintegy beemelte a természet elemeit az alkotásába, nem elégedett meg a korábbi természetábrázoló módszerekkel. Természetes, élő környezetünk elpusztításának tényére akarta felhívni a figyelmet, s haladt tovább ezen az úton. 
1984-ben kézzel öntött 7 darab nagyméretű papírtáblát készített Stáció címen, ezen sorozatát egy kőszegi kiállításon mutatta be. „Az egyes táblákon növényi magokból és a papírt merevítő, belső drótkonstrukcióból alakultak ki a felületen át- meg átütő keresztmotívumok. A többi táblán nem jól olvasható, inkább jelzésszerű testamentumszövegek szerepeltek. Az utolsó tábla – oltárként – vízszintesen feküdt a földön, papírfelületéből fű sarjadt.”
Stációsorozatát tovább folytatta, új természetes anyagot talált munkáihoz, meghökkentő módon a marhabelet, amely az ő feldolgozásában biológiai eredetű pergamenné nemesül. „A bél egykori erezete, mint egészen lenyűgöző ornamentika (jégvirágszerkezet) konzerválódik szobrai felületén, és ezzel a közvetlen természeti eredetére utal vissza.” Hihetetlen anyag- és történelmi ismeret (keresztény kultúra) birtokában hívja fel szobraival, installációival a figyelmet a természet szeretetére, megbecsülésére.
2002-ben DLA fokozatot szerzett, 2004-ben habilitált. A Soproni Egyetemen (korábban Nyugat-magyarországi Egyetem), Sopronban tanított és Budapesten élt.

## Főbb műveiből
- Stációk (1984-)
- Orsó-installáció (1991: Paks, plébániatemplom)
- Zarándokút (2007)

## Kiállításai (válogatás)[5]

### Egyéni
- 1980 • Színház Galéria, Pécs
- 1981 • Waldsteinska, Prága
- 1982 • Toldi Galéria, Budapest
- 1983 • Derkovits Galéria, Budapest • Zwinger, Kőszeg (katalógussal)
- 1984 • Vári Galéria, Budapest
- 1985 • Magyar Intézet, Prága • Helikon Galéria, Budapest
- 1986 • Künstlerh., Graz
- 1990 • G-77, Graz • Art in General Gallery, New York
- 1991 • Budapest Galéria Lajos u., Budapest (katalógussal)
- 1995 • Fészek Klub, Budapest • Óbudai Társaskör Galéria, Budapest
- 1996 • Catacomba Galéria, Bukarest
- 1997 • Szombathelyi Képtár, Szombathely Fehér Mártával, Türk Péterrel
- 1997 • Szent István Király Múzeum, Székesfehérvár (kat., bev. tan. Fitz P., Sturcz J.)
- 2000 • Vigadó Galéria, Budapest • Fészek Galéria, Budapest [Berhidi Máriával] • Bencés apátság, Pannonhalma • Pintér Sonja Galéria, Budapest
- 2001• Project Room, Ludwig Múzeum – Kortárs Művészeti Múzeum Budapest
- 2002 • Kunst Forum. Wendelinskapelle, Weil der Stadt
- 2003 • K.A.S. Galéria, Budapest • Kortárs Művészeti Intézet, Dunaújváros Berhidi Mártával, Imre Mariannal
- 2004 • Városi Képtár, Székesfehérvár • Collegium Hungaricum, Bécs
- 2005 • Galerie in der Kapelle „St. Spiritus”, Greifswald
- 2006 • Pintér Sonja Galéria, Budapest • Prix Evelyne Encelot díjazottak Benczúr Emesével, Imre Mariannal], Francia Intézet, Budapest
- 2007 • Dorottya Galéria Baglyas Erikával, Budapest •Anima Nostra, Musée de Bibracte (Fro) • Vízivárosi Galéria Nagy Tamással, Budapest
- 2008 • Öffnung, Kunstbüro, Berlin
- 2010 • Kis Zsinagóga – Kortárs Művészeti Galéria, Eger
- 2011 • Irokéz Galéria, Szombathely
- 2022 • Műcsarnok, Budapest (A Stációk című kiállítás virtuális archívuma)

### Csoportos
- 1976 • 4. Fal- és Tértextil-biennále, Savaria Múzeum, Szombathely • Textilgrafika, Magyar Nemzeti Galéria, Budapest
- 1978 • Gondolatok lágy anyagokra, Fiatal Művészek Klubja, Budapest • 3. Nemzetközi Minitextil Biennálé, London
- 1979 • Velemi Textilművészeti Alkotóműhely, Joanneum, Graz
- 1980 • Rajz/Drawing, Pécsi Galéria, Pécs • 70-es évek, Bercsényi K., Budapest
- 1981 • A kéz intelligenciája, Műcsarnok, Budapest • Textilkunst '81, Künstlerhaus, Linz • 4. Textiltriennále, Centralne M. Włókiennictwa, Łódź • Papírművek 5., Csepeli Papírgyár, Budapest
- 1982 • G. Husfiden, Oslo • Galerie am Parktheater, Isherlohn (Német Szövetségi Köztársaság) • 7. Fal- és Tértextilbiennálé, Savaria Múzeum, Szombathely
- 1983 • Helyzet, Budapest Galéria Lajos u., Budapest • Velem, Fészek Galéria, Budapest • Táj/Landscape, Pécsi Galéria, Pécs • Helyzet, Miskolci Galéria, Miskolc
- 1984 • Az új textil, Szent István Király Múzeum, Székesfehérvár
- 1985 • Musée des Art Decoratifs, Párizs • Experimental Textile Symposium, Graz • 5. Textiltriennálé, Centralne M., Włókiennictwa, Łódż • Válogatás a Savaria Múzeum gyűjteményéből, Narodniho M., Prága
- 1986 • Wapping Art Centre, London • Copper Art Gallery, Bransley (Egyesült Királyság)
- 1987 • Mágikus művek, Budapest Galéria Lajos u., Budapest
- 1988 • Eleven textil, Műcsarnok, Budapest
- 1989 • Sandra Gering Gallery, New York
- 1990 • Art in General Gallery, New York
- 1991 • Szűk kapu, Budapest Galéria, Budapest
- 1992 • 15. Biennale, Lausanne
- 1993 • Képfelbontás, Műcsarnok, Budapest
- 1995 • Fény és geometria, L'Abbaye de l'Épau (Franciaország)
- 1996 • Művek és magatartás 1990-1996. A huszadik század magyar művészete, Csók Képtár, Székesfehérvár
- 1997 • Kerek zöld, Budapest Galéria Lajos utcai kiállítóháza, Budapest • Gift for India, Lalit Kala Akademi Gallery, New Delhi • Hommage à Gémes Péter, Dovin Galéria, Budapest
- 1998 • Remekművek és remek-művek, Első Magyar Látványtár Kiállítóháza, Tapolca-Diszel
- 1999 • Rendhagyó emlékezet, Szombathelyi Képtár, Szombathely • Zeitgenössische Kunst aus Ungarn, Galerie der Stadt Fellbach, Fellbach, (Németország)
- 2000 • Intuíció, innováció, invenció, Műcsarnok, Budapest • A második nem [Nőművészet Magyarországon 1960-2000], Ernst Múzeum, Budapest • Dialógus, Műcsarnok, Budapest
- 2001 • Re-conciliations. Quinze artistes contemporains hongrois, Espace Commines, Paris • Women’s art in Hungary, National Gallery of Modern Art, New Delhi
- 2002 • Megbékélések, Kiscelli Múzeum, Budapest • Global Priority. JCAL, New York • Nagy Magyar Textilkiállítás, Szombathelyi Képtár, Szombathely
- 2003 • Metakommunikáció, Accademia d’Ungheria, Róma • A lélek útja, Vigadó Galéria, Budapest
- 2004 • Elhallgatott Holocaust, Műcsarnok • Textilfalak, falfestmények, Stuttgarti Magyar Intézet, Stuttgart • Test-Tér-Kép, Knoll Galéria, Budapest • 4+4, Women’s bath, Sofija • Folyóparti kapcsolatok, Las Palmas, Rotterdam
- 2009 • Kis magyar pornográfia – Kiállítás a rendszerről, amiben élünk, MODEM – Modern és Kortárs Művészeti Központ, Debrecen
- 2010 • Együtt... – csoportos kiállítás, K.A.S. Galéria [Kortárs Alkotók Stúdiója Galéria], Budapest
- 2011 • Istenem – Keresztény nézőpont a kortárs magyar képzőművészetben, MODEM – Modern és Kortárs Művészeti Központ, Debrecen
- 2014 • Budapest, Rumbach Sebestyén utcai zsinagóga – Imák Auschwitz után

## Díjak, elismerések
- A milánói Textiltriennálé II. díja (1973)
- Ferenczy Noémi-díj (1992)
- Munkácsy Mihály-díj (1993)
- Érdemes művész (2005)
- Prima díj (2019)[6]
- Kossuth-díj (2020)

## Külső hivatkozások
- Lovas Ilona élete, munkássága a MMA honlapján
- Újfalusi Éva esszéje Lovas Ilona festményeiről, Irodalmi Jelen
- Kortárs és szakrális? Jelenits István, Lovas Ilona és Galambos Ádám beszélgetése. (Asztali beszélgetések a Ludwig Múzeumban, 2014.)
- Galambos Ádám: Hitvalló művészet – Lovas Ilona kiállítása a Műcsarnokban